# Dècim Juni Brutus Esceva (cònsol 325 aC)
Dècim Juni Brutus Esceva (llatí: Decimus Iunius Brutus Scaeva) va ser un polític i militar romà del segle iii aC.
Va ser el mestre de la cavalleria del dictador Quint Publili Filó l'any 339 aC, i el 325 aC va ser cònsol plebeu juntament amb el patrici Luci Furi Camil. Durant el seu consolat va fer la guerra als vestins, i els va derrotar en una difícil batalla ocupant dues ciutats, Cutina i Cingília.